# Gypona chiriqua
Gypona chiriqua är en insektsart som beskrevs av Delong 1980. Gypona chiriqua ingår i släktet Gypona och familjen dvärgstritar. Inga underarter finns listade i Catalogue of Life.